# Pojištění právní ochrany
Pojištění právní ochrany je specifická služba, kterou nabízejí jak všeobecné, tak i specializované pojišťovny po celém světě. Je alternativou k právní pomoci ve formě, jak ji poskytují advokáti, notáři a soudní exekutoři či další právnická povolání.
Pojištění právní ochrany může být díky své formě pro mnohé osoby lákavou alternativou, jelikož na rozdíl od tradičních způsobů, kde člověk nárazově platí odměnu např. advokáta spolu s náklady řízení a dokazování. V případě pojištění právní ochrany hradí pojištění pravidelně pouze menší částky s vědomím, že v případě právního sporu či jiné obdobné události všechny náklady hradí pojišťovna – tzn. že pojištěná osoba neplatí nic nad rámec sjednaných plateb pojištění.
Společenské změny jsou stále dynamičtější (s tím souvisí zejména změny zákonů v jednotlivých zemích). Daleko častěji také dochází ke kolizím zájmů fyzických i právnických osob, ať už podnikajících nebo nepodnikajících. Právě z těchto důvodů je téma pojištění právní ochrany čím dál tím víc aktuálnější. Pro představu lze uvést, že při průzkumu provedeném roku 2017 Mezinárodní asociací pojišťoven právní ochrany RIAD občané vybraných evropských zemí uvedli, že průměrně jedna třetina z nich se v posledních 5 letech účastnila alespoň jednoho právního sporu (v České republice toto číslo dosáhlo hodnoty 32 %).

## Princip fungování pojištění právní ochrany
Pojištění právní ochrany je komerční neživotní pojistná služba, jehož účelem je chránit klienta dané pojišťovny pro případ právních sporů a událostí, ke kterým může docházet jak v rámci běžného života, tak ve vztahu ke specifickým činnostem či aktivitám pojištěné osoby.
Samotné pojištění právní ochrany pak představuje synallagmatický právní závazek. Ten spočívá na jedné straně v povinnosti pojistníka (osoby, která pojištění platí) hradit pojistiteli (pojišťovně) smlouvou sjednané pojistné a právu pojištěného (osoby z pojištění oprávněné) čerpat pojistné plnění ze strany pojistitele (pojišťovny). Tomu na druhé straně odpovídá povinnost pojistitele (pojišťovny) hradit na základě pojistné smlouvy náklady pojištěného spojené s uplatněním jeho práva v rozsahu vymezeném v pojistné smlouvě a poskytovat služby přímo spojené s tímto soukromým pojištěním v pojistné smlouvě dohodnutém rozsahu, čemuž odpovídá i právo pojistitele (pojišťovny) na pojistné v odpovídající výši.
Laicky řečeno, smlouvou o pojištění právní ochrany se tak pojišťovna zavazuje v ujednaném rozsahu uhradit náklady pojištěného spojené s uplatněním jeho práva a poskytovat služby s tím spojené, za což jí náleží sjednané platby pojistného. Pojištění se ve většině případů sjednává bez spoluúčasti pojištěného; jedná se o pojištění na první riziko tzn., že pojistná částka představuje horní hranici plnění pojišťovny.
Při sjednání pojištění je zpravidla stanoven rozsah situací, ve kterých bude pojišťovna svého klienta zastupovat nebo v jakých případech bude hradit náklady spojené s právním zastupováním pojištěného. Často bývá součástí pojištění právní ochrany také poskytování právních rad a poradenské služby, které mohou již v počátku předejít mnoha sporům, ale často i hrazení nákladů na vyhotovení znaleckých posudků či případné náhrady nákladů řízení protistraně.
Cílem pojištění právní ochrany je tedy ochrana pojištěného před nahodilými skutečnostmi, zejména před jejich nepříznivými dopady jak na finanční, společenskou, ale i životní situaci. Jedná se o pojištění škodové.
Plnění z pojištění právní ochrany je pojištěným osobám poskytováno zpravidla v těchto případech:
- uplatňování nároků pojištěného a hájení jeho oprávněných zájmů (např. náhrada škody, vymáhání pohledávek, uplatňování nároků v rámci trestního řízení, vymáhání pojistného plnění z jiných pojistných smluv, zájezdy, oblast pracovního práva, nájmy, vlastnictví či další závazky a mnohé další),
- obhajoba pojištěné osoby v přestupkovém, trestním či správním řízení.

## Rozdíly mezi běžným pojištěním a pojištěním právní ochrany
Na rozdíl od standardních typů pojištění, pojistné plnění u pojištění právní ochrany nespočívá ve vyplacení odpovídající finanční částky poškozenému, nýbrž v závazku pojišťovny, že v případě pojistné události bude hájit práva a oprávněné zájmy pojištěného, popřípadě že uhradí náklady účelně vynaložené na obhajobu těchto jeho práv či oprávněných zájmů, náklady soudních řízení, jakož i jednotlivé dílčí náklady spojené s tímto závazkem (např. náklady na soudního znalce).
Francouzi, v době vzniku odvětví pojišťovnictví právní ochrany jako takového, nazývali toto odvětví „contre assurance“ – proti pojišťovnám, což v mnohých případech můžeme aplikovat i dnes. Je častým jevem, že klienti využívají pojištění právní ochrany právě při uplatňování svých práv proti jejich jiným pojišťovnám.

## Historie[3]
V porovnání s ostatními druhy pojištění je historie pojištění právní ochrany relativně krátkou záležitostí. Zatímco počátky jiných druhů pojištění můžeme datovat až do starověku, k rozvoji pojištění právní ochrany dochází až v 19. století ve Francii a zejména pak v roce 1897, kdy byla ve Francii založena vzájemná společnost Le Sou Medical zaměřující se na právní ochranu lékařů a chirurgů ve věcech zanedbání povinné péče.
První pojišťovna právní ochrany v pravém slova smyslu vzniká v roce 1917 taktéž ve Francii, a to na popud šéfa automobilového klubu – jejími prvními klienty byli zranění závodníci a diváci automobilových závodů v Le Mans. Společnost La Défense Automobile et Sportive (tedy přímý předchůdce dodnes působící pojišťovny právní ochrany D.A.S. Rechtsschutz AG) jako první pojišťovna svého druhu nabízela servis a krytí nákladů na soudech civilních, trestních, správních řízení a dokonce i na úhradu pokut. S následným boomem automobilového průmyslu pak v průběhu dalších let vznikají další pobočky napříč celou Evropou.
Po útlumu způsobeném 2.světovou válkou v 50. a 60. letech nastává plný rozvoj pojišťovnictví v oblasti právní ochrany. Portfolio služeb těchto pojišťoven rychle doznávalo překotného rozšiřování i mimo oblasti automobilismu, když si lidé čím dál více začali uvědomovat, že právní rizika nepřináší pouze provoz automobilů. Tímto bylo vytvořeno pojišťovnictví právní ochrany v podobě, v jaké jej známe dnes.

## Mezinárodní asociace pojišťoven právní ochrany RIAD[2]
RIAD – mezinárodní asociace pojišťoven právní ochrany byla založena roku 1969 v Římě jako nezávislá organizace, jejímž cílem bylo podpořit zájmy a snahy odborníků na právní ochranu z celkem osmi zemí. V dnešní době však tato asociace zastřešuje více než 60 společností z celého světa, včetně Jihoafrické republiky a několika zemí Jižní Ameriky.
RIAD si klade za cíl prostřednictvím svých členů podporovat snadný, cenově dostupný a vysoce kvalitní přístup ke spravedlnosti a právu. Tato asociace sleduje veškeré aktivity, které mohou mít významný vliv na pojistitele právní ochrany jak na evropské, tak i mezinárodní úrovni.
RIAD aktivně spolupracuje s mezinárodními institucemi, politiky, sdruženími pro ochranu spotřebitele či profesními organizacemi a každoročně pořádá mezinárodní kongres pojistitelů právní ochrany.

## Pojištění právní ochrany v Evropě
V západním světě, především pak v západní Evropě, je na rozdíl od České republiky pojištění právní ochrany běžným a rozšířeným pojmem. Povědomí například občanů Spolkové republiky Německo a občanů České republiky o této pojistné službě jsou dvě zcela nesrovnatelné entity. Z v úvodu zmiňovaného průzkumu asociace RIAD například plyne, že zatímco v Nizozemsku, Německu či Švýcarsku se zhruba 50 % občanů v případě právního sporu obrátí na pojišťovnu právní ochrany, v České republice toto číslo dosahuje pouhých 17 % (v případě prvního sporu 3 %) a daleko více lidí se v České republice s žádostí o právní radu obrátí na příbuzné (44 %)
Obecně lze říci, že země s vyšší ekonomickou úrovní dosahují vyšší „propojištěnosti“ osob a jejich majetku, a to jak u pojištění životních i neživotních.
Ze zmiňovaného průzkumu pak dále plyne, že v těchto „propojištěnějších“ zemích je logicky i důvěra v pojišťovny právní ochrany daleko vyšší, než je tomu v České republice. Nicméně Češi, kteří pojištění právní ochrany využívají, oceňují zejména kvalitu poskytovaných služeb a kompetenci pojišťovny v právním sporu. Zároveň v zemích s vyšší mírou využívání pojištění právní ochrany je nejpopulárnějším řešením sporů už samotná jejich prevence právě formou placení pojištění právní ochrany. Naproti tomu v České republice lidé nejčastěji platí až právní poradenství ve chvíli, kdy ke sporu dojde.

## Pojištění právní ochrany v ČR
Pojišťovnictví právní ochrany se na území České republiky začalo rozvíjet až po Sametové revoluci, tedy na začátku 90. let 20. století. Tento pozdní rozvoj lze snadno vysvětlit, když prakticky od 2. světové války byl na území tehdejšího Československa zcela přerušen přirozený tržní vývoj drtivé většiny odvětví, pojišťovnictví nevyjímaje. Dále, v době komunistického totalitního režimu bylo pojištění právní ochrany nepřijatelným elementem, jelikož ze své podstaty odporovalo komunistické ideji, že právní ochrana je součástí státního a společenského mechanismu, která je dostupná každému občanovi. Na tom nic nezměnila ani skutečnost, že tato idea byla více než vzdálená od reálného stavu státu a v něm fungujících (či spíše nefungujících) mechanismů.
Od roku 1995 je služba pojištění právní ochrany již plnohodnotně nabízen i v České republice, která byla jednou z prvních postkomunistických zemí, kde byla tato služba uvedena na trh.
Jediná pojišťovna na českém pojišťovacím trhu, která se specializuje výhradně na pojištění právní ochrany, je D.A.S. Rechtsschutz AG, pobočka pro ČR. Po roce 2000 začaly i některé další komerční pojišťovny jako například Generali Pojišťovna, a.s., Kooperativa pojišťovna, a.s. či UNIQA pojišťovna, a.s. postupně nabízet pojistné služby týkající se právní ochrany, nicméně u těchto pojišťovacích společnosti nelze hovořit o přímé specializaci na pojišťovnictví právní ochrany, když na rozdíl od D.A.S. Rechtsschutz AG, pobočka pro ČR nenabízejí své služby výhradně na poli právní ochrany. Tato pojišťovna také vykazuje dle analýz České národní banky 4x vyšší výdaje na jednu pojistnou událost než pojišťovny ostatní a zároveň nabízí ze všech pojišťoven nejvyšší krytí nákladů na právní ochranu svých klientů, a to ve výši 1 000 000 Kč.
Ačkoliv lze shrnout, že historie pojištění právní ochrany v České republice není nikterak dlouhodobou záležitostí, v současné době v určitém rozsahu poskytují pojištění právní ochrany všechny významnější pojišťovny.
Jak již bylo zmíněno v úvodu, průměrně každý třetí Čech se v posledních pěti letech ocitl v situaci, kdy se stal účastníkem nějakého právního sporu. Z toho plyne, že by lidé neměli otázku zajištění své právní ochrany jakkoliv podceňovat. Tím spíše, že ačkoliv se dle Ministerstva spravedlnosti ČR daří průměrnou délku sporů zkracovat, mnoho sporů trvá velmi dlouhou dobu, s čímž jsou spojené i vysoké finanční a časové výdaje na stranách účastníků těchto sporů. Například spory o vypořádání majetku po rozvodu trvají podle dat Ministerstva spravedlnosti ČR průměrně 757 dní a spory ve věcech odpovědnosti za pracovní úrazy průměrně neuvěřitelných 1 379 dní. Právě pojištění právní ochrany dokáže oba tyto výdaje zcela minimalizovat, jelikož jedinou povinností člověka, který pojištění právní ochrany využívá, je v případě sporu jej nahlásit své pojišťovně. Od té chvíle pojišťovna právní ochrany přebírá zpravidla všechny náklady, které spor přinese a zároveň svého klienta zastupuje při veškerých jednáních, čímž dojde i k úspoře času na straně pojištěného.
Pro využívání pojištění právní ochrany hraje i fakt, že co se reálné upotřebitelnosti týče, tedy míry jeho využívání, je v České republice pojištěnými využíváno 6x častěji, než pojištění odpovědnosti (lidově „pojištění na blbost“) lidmi, kteří mají tento odpovědnostní typ pojištění.
Lze shrnout, že historie pojištění právní ochrany v České republice není nikterak dlouhodobou záležitostí, nicméně v současné době však v určitém rozsahu poskytují pojištění právní ochrany všechny významnější pojišťovny.